# Ariadne obscura
Ariadne obscura är en fjärilsart som beskrevs av Felder 1867. Ariadne obscura ingår i släktet Ariadne och familjen praktfjärilar. Inga underarter finns listade i Catalogue of Life.